# Isaak Bacharach
Isaac Bacharach (2 de diciembre de 1854 - 22 de septiembre de 1942) fue un matemático alemán, víctima del Holocausto. El teorema de Cayley-Bacharach lleva su nombre y el del matemático británico Arthur Cayley. 

## Semblanza
Isaak Bacharach probablemente nació en la localidad de Seligenstadt, y era hijo de Samuel y de Friederike Bacharach. Asistió a la escuela primaria en Seligenstadt durante cuatro años, al Instituto Israelita de Enseñanza y Educación en Pfungstadt durante otros cuatro años, al liceo de Seligenstadt durante un año y al Liceo Humanístico de Darmstadt otros tres años.
En el otoño de 1873 comenzó a estudiar en el Politécnico de Darmstadt. Al año siguiente se mudó a la Universidad de Leipzig por un año y a la Universidad de Múnich y al Politécnico de Múnich por otro año. Felix Klein y Alexander von Brill fueron sus maestros allí. En 1877 aprobó el examen de enseñanza, y del 12 de noviembre de 1877 al 16 de octubre de 1878 trabajó como asistente en la escuela secundaria del distrito de Würzburg. En 1879 comenzó a ejercer como profesor contratado de matemáticas y de física en la Escuela Real de Baviera en Erlangen. 
Continuó sus estudios en la Universidad de Erlangen y publicó entre 1878 y 1880 trabajos sobre superficies de revolución y sobre superficies de tercer orden. En su trabajo científico posterior, Bacharach trató el teorema de la intersección de Cayley y lo desarrolló decisivamente, de modo que la ciencia posteriormente habla del teorema de Cayley-Bacharach. Completó su doctorado en 1881 con Max Noether, con una tesis sobre sistemas de intersección de curvas algebraicas (título de la disertación: Acerca de los sistemas de intersección de curvas algebraicas). El objetivo de la disertación era justificar estrictamente y complementar el trabajo de Cayley basado en los resultados de Noether.
Estaba casado con Pauline Rosenthal (nacida el 10 de noviembre de 1860 en Fürth). Su hija Maria nació el día 20 de septiembre de 1885, y su hijo Emil el 19 de septiembre de 1887. 
En 1896 fue nombrado miembro de la Real Escuela Industrial de Núremberg, donde recibió la nueva cátedra de matemáticas y física. La familia se mudó en 1896 de Erlangen a Núremberg. Desde noviembre de 1909 hasta marzo de 1939, Isaak Bacharach vivió como inquilino en el primer piso de la finca del portal 66 de la calle Friedrich, donde viviría durante casi treinta años. Además de su actividad docente, ocupó el cargo de curador de las colecciones de física, y en octubre de 1910 pasó a ser el primer director judío del Centro Técnico Real de Baviera en Núremberg. 
El 6 de enero de 1917 recibió la Orden del Mérito de San Miguel del Reino de Baviera, y el 18 de noviembre de 1917 resultó galardonado tanto con la Cruz del Rey Luis como con la Cruz de Leopoldo por sus 40 años de servicio en instituciones estatales y municipales. 
El 1 de febrero de 1920 se retiró a petición propia a la edad de 66 años, "con el reconocimiento de su excelente servicio". 
Su esposa Pauline murió el 17 de noviembre de 1931 en Núremberg. 
El 30 de marzo de 1939 se le ordenó que abandonara su apartamento en Friedrichstrasse 66 y se mudara a la "Judenhaus" situada en Bucher Strasse 17. Su hijo Emil fue retirado del servicio por los nacionalsocialistas como juez de distrito, y junto con su esposa Dora, fue deportado el 29 de noviembre de 1941 al campamento Jungfernhof, cerca de Riga; ambos desaparecieron. Sin embargo, la pareja anteriormente logró llevar a su hijo y a su hija a un lugar seguro en el extranjero. Después de la deportación de su hijo y nuera, Isaak Bacharach fue recluido en diciembre de 1941 en el hogar de ancianos judío en Wielandstrasse 6. Su hija María murió el 17 de enero de 1942 en Núremberg. 
A la edad de 87 años, fue deportado en septiembre de 1942 desde Núremberg al ghetto de Theresienstadt. En su tarjeta de registro de la ciudad de Núremberg figuraba como: "trasladado al protectorado". Fue declarado muerto doce días después. En la documentación tramitada por el ghetto de Theresienstadt, la causa de su muerte se señaló como "gastroenteritis". El transporte II/25 de Núremberg a Theresienstadt deportó a 1000 judíos, en su mayoría personas mayores, de las cuales solo 51 sobrevivieron al Holocausto.